# Tintinàbul

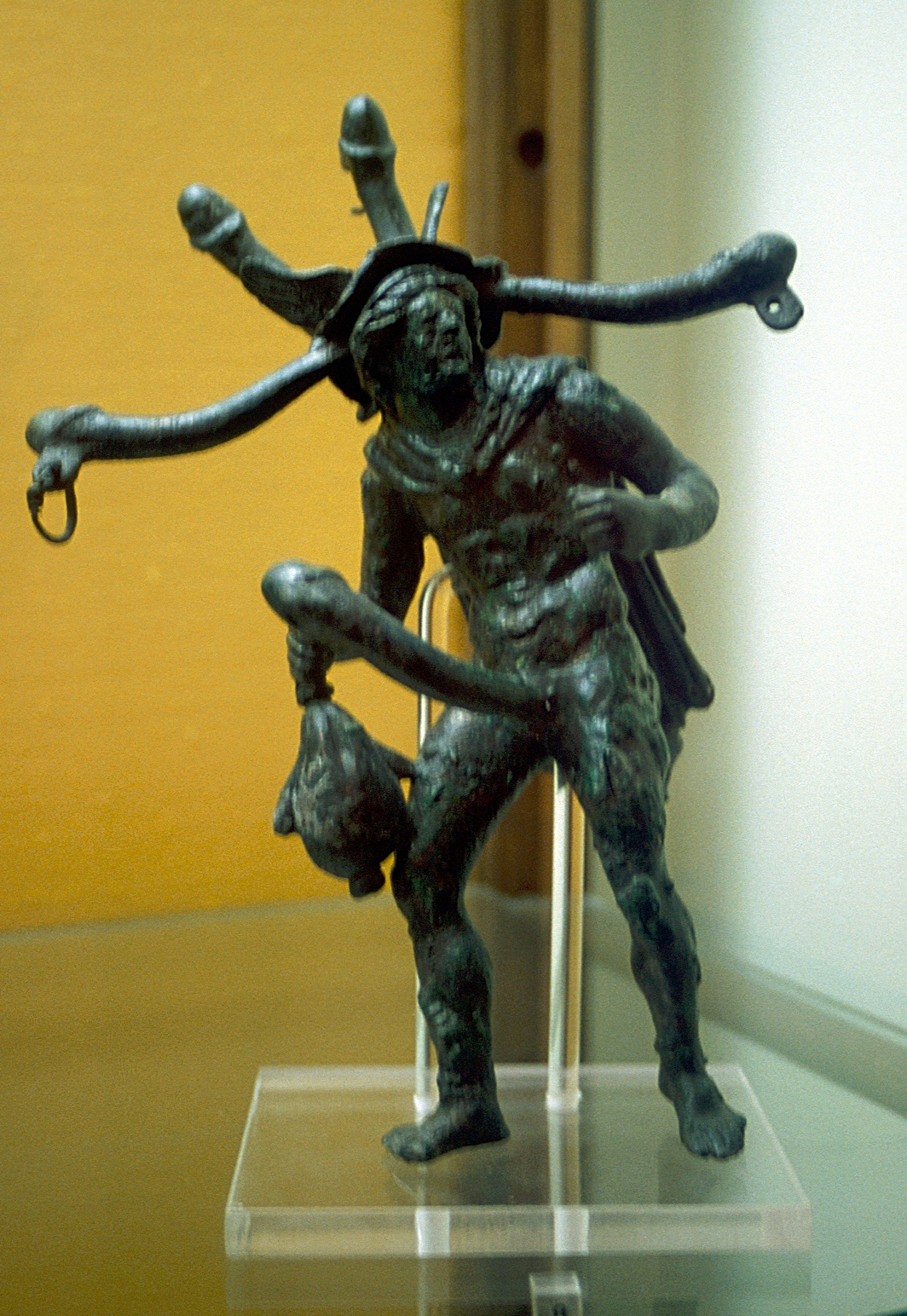
Tintinnabulum multifàl·lic de bronze representant a Mercuri. Pompeia. Museu Arqueològic Nacional de Nàpols.

Un tintinàbul o tintinnabulum (o menys freqüent, tintinnum) era una campaneta de vent o conjunt de campanetes. Sovint prenia la forma d'una figura fàl·lica de bronze o fascinum, un fal·lus màgic-religiós pensat per protegir-se del mal d'ull i portar bona fortuna i prosperitat.
El tintinàbul es penjava a l'aire lliure en llocs com jardins, pòrtics, domus i botigues romanes, on el vent les feia sonar. Es creia que el so de les campanetes allunyava els mals esperits similar al paper apotropaic de la campana al ritual de la «campana, llibre i espelma» de l'Església Catòlica en els seus principis.
S'han trobat campanetes de mà en diferents santuaris i d'altres llocs, el que indica un ús religiós, com les utilitzades al Temple de Iuppiter Tonans. Com també penjolls amb molta decoració pels tintinàbul etruscs, representant per exemple, dones cardant llana, filant o teixint. També es penjava campanetes als colls dels animals domèstics com ara cavalls o ovelles perquè fossin fàcilment localitzables, però pot ser que tingués, a més a més, fins apotropaics.